# Karim Zaghouani
Karim Zaghouani, né le 17 mai 1969 à Tunis, est un handballeur tunisien.
Il commence sa carrière en 1984 au sein du club de Zitouna Sports. En 1989, il passe à l'Espérance sportive de Tunis. Il joue aussi pour le Club africain de 1998 au 2002 avant de revenir à l'Espérance sportive de Tunis. 
Il joue également en sélection nationale de 1989 à 1998. Il met un terme à sa carrière en 2004.

## Palmarès
- Championnat d'Afrique : 1994, 1998
- Coupe d'Afrique des vainqueurs de coupe : 2001, 2003
- Championnat arabe des nations : 1993
- Championnat de Tunisie : 1991, 1992, 1993, 1995, 1997, 2000, 2001, 2004
- Coupe de Tunisie : 1992, 1993, 1994, 1995, 2001
- Médaille d'or : Jeux de la Francophonie 1994